# Seconda battaglia di İnönü
La seconda battaglia di İnönü (in turco İkinci İnönü Muharebesi) fu una battaglia combattuta tra il 23 marzo e il 1 aprile 1921 vicino a İnönü nell'odierna provincia di Eskişehir, in Turchia, durante la guerra greco-turca (1919-1922), nota anche come il fronte occidentale della più ampia guerra d'indipendenza turca. La battaglia segnò una svolta nella guerra greco-turca e nella guerra d'indipendenza turca, poiché le forze greche avevano precedentemente vinto sulle forze turche per lo più irregolari e avevano subito la loro prima grande sconfitta in Asia minore.

## Sfondo

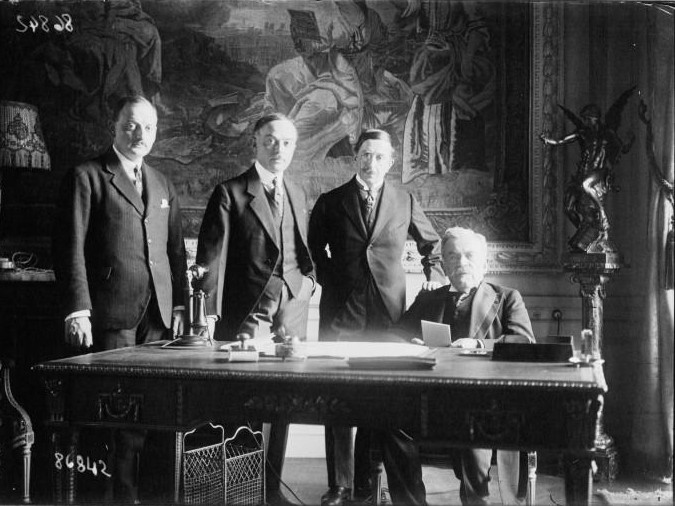
Sarigiannis (2° da sinistra) con il Primo Ministro Kalogeropoulos (seduto) e altri membri della delegazione greca a Londra, febbraio 1921.

Dopo la prima battaglia di İnönü, dove il miralay (colonnello) İsmet Bey combatté contro un distaccamento greco di Bursa sotto occupazione, i greci si prepararono per un altro attacco che mirava alle città di Eskişehir e Afyonkarahisar con le loro linee ferroviarie interconnesse. Ptolemaios Sarigiannis, ufficiale di Stato maggiore dell'Esercito dell'Asia Minore, attuò il piano offensivo.
Nel frattempo, la Conferenza di Londra si tenne tra il 21 febbraio e l'11 marzo 1921. La parte turca non fu in grado di estrarre le concessioni richieste facendo quindi riprendere nuovamente le ostilità a marzo.

## Battaglia
I greci erano determinati a rimediare alla sconfitta subita a gennaio e prepararono una forza molto più grande, superando in numero le truppe del mirliva İsmet (divenuto in seguito pascià).
I greci avevano raggruppato le loro forze a Bursa, Uşak, İzmit e Gebze. Contro di loro, i turchi avevano raggruppato le loro forze a nord-ovest di Eskişehir, a est di Dumlupınar e Kocaeli.
A questa battaglia parteciparono i fronti turco occidentale e meridionale, il gruppo di Kocaeli e il comando di Kastamonu. Le forze greche provenivano dal loro esercito dell'Asia Minore, del I e del III corpo d'armata.
Sarigiannis era alla Conferenza di Londra quando iniziò l'attacco greco, con il generale Konstantinos Pallis, capo di Stato maggiore dell'Esercito dell'Asia Minore, per apportare alcune modifiche al piano offensivo iniziale.
La battaglia iniziò con un assalto greco alle posizioni delle truppe di İsmet il 23 marzo 1921. Ci vollero quattro giorni per raggiungere İnönü a causa nel ritardare l'azione del fronte turco. I greci meglio equipaggiati respinsero i turchi e il 27 conquistarono la collina dominante chiamata Metristepe. Un contrattacco notturno dei turchi non riuscì a riconquistarla. Nel frattempo, il 24 marzo, il I Corpo d'armata greco prese Kara Hisâr-ı Sâhib (l'attuale Afyonkarahisar) dopo aver investito le posizioni di Dumlupınar. Il 31 marzo İsmet attaccò di nuovo dopo aver ricevuto rinforzi e riprese Metristepe. In una battaglia continuativa in aprile, Refet Pasha riconquistò la città di Kara Hisâr. Il terzo corpo d'armata greco si ritirò.

## Conseguenze
Mentre la battaglia segnava un punto di svolta nella guerra, dopo le battaglie di İnönü ci fu una situazione di stallo, poiché i turchi avevano perso l'occasione di accerchiare e distruggere l'esercito greco, che si ritirò in buon ordine. Ci furono vittime in entrambi gli schieramenti e nessuna delle due parti era nella posizione o nello stato d'animo per fare ulteriori progressi.
Il fatto più significativo rivelò che per la prima volta l'esercito permanente turco appena formato riuscì ad affrontare il nemico dimostrandosi una forza seria e ben guidata, non solo un insieme di forze ribelli. Questa fu una vittoria assolutamente necessaria per Mustafa Kemal, poiché i suoi avversari ad Ankara stavano mettendo in dubbio il suo ritardo e il fallimento nel contrastare i rapidi progressi della Grecia in Anatolia. Questa battaglia costrinse le capitali alleate a prendere atto del governo di Ankara e alla fine nello stesso mese finirono per inviare i loro rappresentanti in loco per i colloqui. La Francia e l'Italia cambiarono le loro posizioni e divennero a favore del governo di Ankara.
I greci erano determinati a sconfiggere i nazionalisti turchi e porre fine alla loro resistenza e si prepararono a una resa dei conti ancora più grande nelle battaglie di Kütahya-Eskişehir e Sakarya.